# Torre del Reloj (Cartagena de Indias)
La Puerta del Reloj, Torre del Reloj o Boca del Puente es la puerta de entrada principal al centro histórico de Cartagena de Indias en Colombia y la entrada original a la ciudad fortificada (o mejor conocido en la actualidad como el Sector y/o Ciudad Amurallada). Está ubicado entre las plazas de Independencia y de los Coches. 
El nombre "Puerta del Reloj" responde al reloj con el que fue coronada la torre a principios del siglo XVIII. Mientras que el nombre de Boca del Puente se debe al hecho que en aquel lugar se levantó un puente levadizo al pie del antiguo Canal de San Anastasio, que unía la Ciudad Amurallada con el Barrio Getsemaní. El puente sirvió además como defensa de la ciudad, ya que en caso de ataque enemigo, este se alzó para impedir el acceso de piratas y bucaneros. También la puerta estaba protegida por los bastiones de San Pedro Apóstol y el de San Juan Bautista. 
Tiene un estilo postclásico en su fachada, precursor de los que preconizaron los tratados sobre fortificación de la segunda mitad del siglo XVIII. La Puerta del Reloj es obra del ingeniero militar Juan de Herrera y Sotomayor, fundador de la Academia de Cartagena, y su estilo recuerda la fachada de la iglesia del convento de San Francisco en la ciudad de Santo Domingo. De hecho, ambas puertas presentan un arco romano de medio punto, flanqueado por dos pares de columnas toscanas, y el mismo entablamento con un friso decorado con triglifos.
Para los conocedores, esta puerta es una de las obras más exitosas de la Escuela de Fortificación Hispanoamericana y, posiblemente, una de las mejor conservadas del Nuevo Mundo, ya que cumple estrictamente con las opiniones de la Escuela de Vauban. Entre los lugareños esta puerta se conoce como Boca del Puente, pero para los no nativos de Cartagena es simplemente la Puerta del Reloj.

## Historia
Comenzando en 1704, Herrara emprendió la reparación de la "Puerta del Puente" de 1631, que daba a un puente de madera que data de 1540. Este era un viaducto de madera que pasaba sobre el Cano de San Anastasio, un riachuelo de agua de mar que separa el Isla de Getsemaní desde la isla de Calamarí.
Esta puerta principal de 1631 de la ciudad desde que se completó el recinto amurallado, fue parcialmente destruida por Bernard Desjean, barón de Pointis.